# Kajakarstwo na Letnich Igrzyskach Olimpijskich 1956 – C-1 1000 m mężczyźni
Zawody w kajakarstwie klasycznym kanadyjek (C1) na dystansie 1000 m mężczyzn na Letnich Igrzyskach Olimpijskich 1956 zostały rozegrane 1 grudnia 1956 r. W zawodach wzięło udział 9 zawodników z 9 państw. Zawody składały się wyłącznie z finału.

## Rezultaty

### Finał
| Poz. | Zawodnik           | Reprezentacja     | Czas   |
| ---- | ------------------ | ----------------- | ------ |
| 1.   | Leon Rotman        | Rumunia           | 5:05,3 |
| 2.   | István Hernek      | Węgry             | 5:06,2 |
| 3.   | Giennadij Bucharin | ZSRR              | 5:12,7 |
| 4.   | Karel Hradil       | Czechosłowacja    | 5:15,9 |
| 5.   | Franz Johannsen    | Niemcy            | 5:18,6 |
| 6.   | Werner Wettersten  | Szwecja           | 5:28,0 |
| 7.   | Bryan Harper       | Australia         | 5:37,6 |
| 8.   | George Bossy       | Kanada            | 5:39,4 |
| 9.   | William Schuette   | Stany Zjednoczone | 5:37,6 |